# James Simon
James Simon (Berlín, 29 de setembre de 1880 - Auschwitz, 14 d'octubre de 1944) fou un compositor i musicòleg alemany nascut en el si d'una família jueva que va ser assassinada a Auschwitz el 1944 després del seu internament en Theresienstadt.
Va estudiar a l'Escola Superior de Música de Berlín piano amb Conrad Ansorge i a la composició amb Max Bruch. En la Universitat de Múnic, es doctorà l'any 1904 en filosofia amb la disertació Äbt Voglers Kompositorisches Wirken mit besonderer Berücksichtigung des romantischen Elements. A partir de 1907 fou professor del Conservatori Klindworth-Scharwenska de Berlín.
El 1934 es va veure obligat a abandonar Alemanya anà a Zúric, i després a Amsterdam, on va ser detingut i deportat a Theresienstadt. A partir d'aquí, el 12 octubre 1944 James Simon va abordar el transport a Auschwitz i va morir en una cambra de gas poc després de la seva arribada. Va ser vist per última vegada assegut a la maleta de compondre música.
Entre les seves composicions hi figuren sis llibres de melodies vocals i un concert per a piano. A més, se li deuen, els escrits: Faust in der Musik (1906) i Die Archesterbehandlung in Mozarts Operns vom Idomeneo bis zur Zauberflöte (1914).